# Nadia Yassine

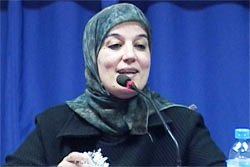
Nadia Yassine

Nadia Yassine (* 1958 in Casablanca, Marokko) ist eine marokkanische islamistische Autorin und Tochter des Gründers der Vereinigung für Gerechtigkeit und Spiritualität, Abdessalam Yassine. Dabei handelt es sich um die mitgliederstärkste islamische Vereinigung Marokkos. Sie ist verheiratet mit Abdellah Chibani.
Nadia Yassine wurde 1958 in Casablanca geboren. Sie besuchte französische Missionsschulen für ihre Primär- und Sekundarausbildung. Danach besuchte sie die Hochschule für Politikwissenschaften in Fès und erhielt 1980 ihren Hochschulabschluss. Infolge des politischen Engagements ihres Vaters wurde ihr nicht erlaubt zu studieren. Ebenfalls wurde ihr – wie allen Familienmitgliedern – das Recht verweigert, das Land zu verlassen. Dennoch setzte sie ihre Ausbildung autodidaktisch fort, während sie vier Jahre lang Französisch an privaten Schulen unterrichtete. Dann beschloss sie, ihre Tätigkeit als Lehrerin einzustellen, um die Frauensektion der Vereinigung für Gerechtigkeit und Spiritualität zu gründen und zu führen, während ihr Vater von 1983 bis 1985 inhaftiert war.
Als Autorin zahlreicher Artikel gab Nadia Yassine Interviews, die in Zeitungen wie Le Monde, El País, Der Spiegel, The Times und US-News veröffentlicht wurden. Ihr erstes Buch Toutes voiles dehors – in der englischen Übersetzung Full Sails Ahead – wurde 2003 von Le Fennec in Marokko und von Altereditions in Frankreich veröffentlicht. Seitdem sie 2003 ihren Pass erhielt, nahm sie an vielen internationalen Konferenzen und Foren teil.
Bei der Teilnahme an einem Sitzstreik für Menschenrechte wurde sie mit ihren Familienmitgliedern festgenommen. Sie wurde wegen Majestätsbeleidigung und „Geringschätzung der nationalen heiligen Institutionen“ strafrechtlich verfolgt, da sie in einem Interview, das sie der marokkanischen Wochenzeitung Al Usbu´iya Al Jadida am 2. Juni 2005 gab, die Monarchie kritisierte. Sie sagte darin, sie bevorzuge die Republik als korrekte Staatsform, welche der islamischen Theorie von politischer Macht näher liege. Solche Ansichten hatte sie wiederholt geäußert. Ihr wird momentan nicht erlaubt, Marokko zu verlassen.

## Werke
- Toutes Voiles Dehors. 2. Édition. Le Fennec, Casablanca 2003, ISBN 978-9954-415-05-4.